# Paul Prattes

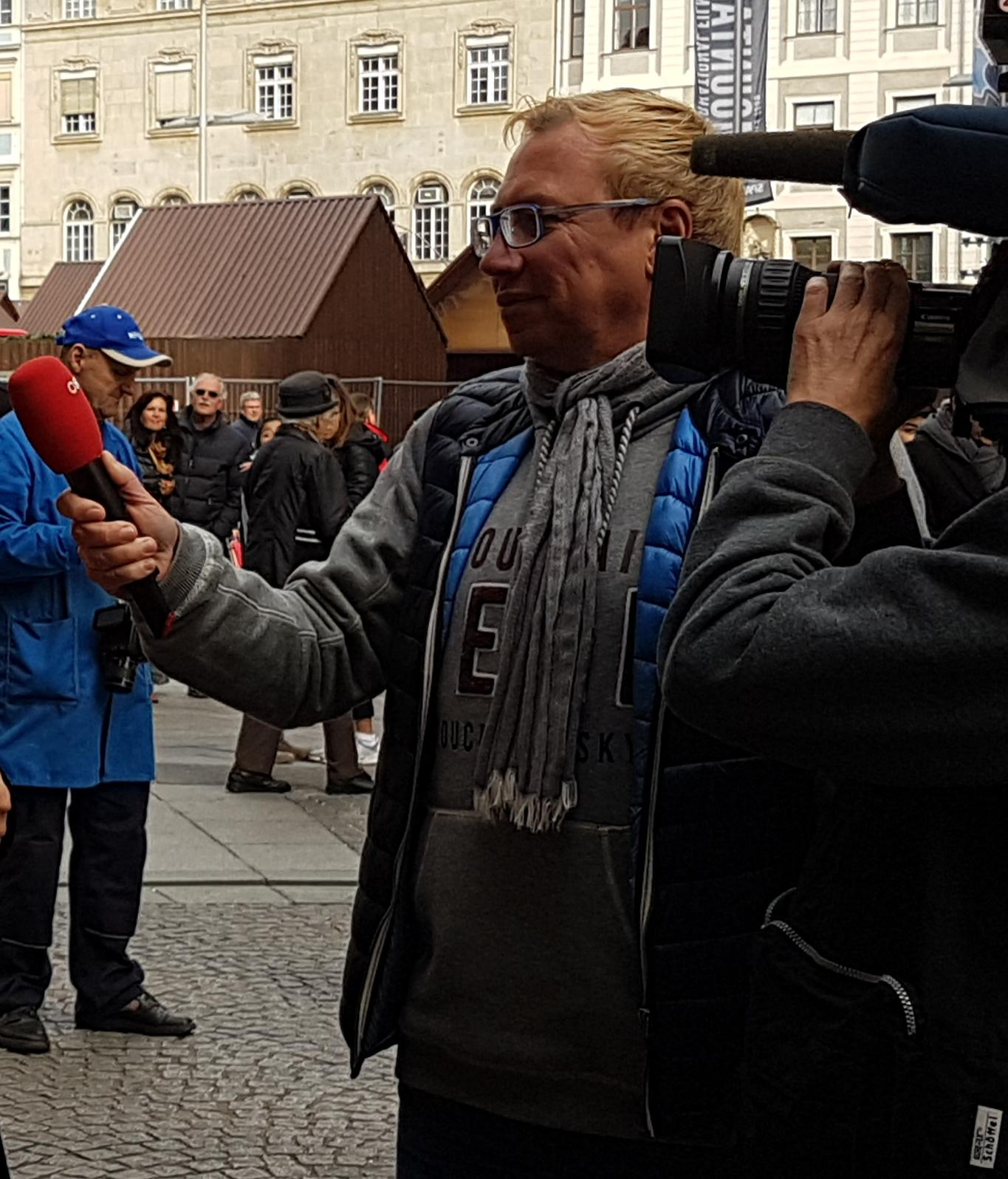
Paul Prattes bei einem Interview in Graz 2017

Paul Prattes (* 12. Februar 1964 in Eibiswald) ist ein österreichischer Radio- und Fernsehmoderator.

## Ausbildung und Karriere
Paul Prattes wurde am 12. Februar 1964 in Eibiswald geboren und wuchs auf dem elterlichen Bauernhof (vulgo Hinterhansl) in St. Ulrich in Greith auf.
Nach der allgemeinen Schulausbildung und der Matura am BORG Deutschlandsberg ging Paul Prattes zum Bundesheer und machte die Fliegeroffiziersausbildung beim Fliegerregiment 2 in Zeltweg.
1988 beendete er seine militärische Laufbahn im Range eines Oberleutnants und wurde beim ORF-Landesstudio Steiermark Radiosprecher. ORF-Generalintendant Teddy Podgorski, der damals an einem Flug mit Prattes teilgenommen hatte, hatte die Idee, dass sich Prattes als Sprecher bewerben solle. Nach einem Test für Sprecher erhielt er drei Wochen später eine positive Rückmeldung des ORF und begann dort seine jahrzehntelange Karriere. Seine erste Sendung war Aus dem Land für das Land, für die er anfangs die Beiträge erstellt hatte und später die Sendungen selbst moderierte.
Als 1996 für die Sendung Steiermark heute ein Moderator für das Wetter benötigt wurde, trat der damalige Intendant Kurt Bergmann wegen seiner Flugausbildung an ihn heran. Bald wurde er mit seinem täglichen Wetterspruch zu einem der beliebtesten Moderatoren in der Steiermark und erhielt den Spitznamen „Wetterpauli“.
Seit April 2023 leitet er die Volkskulturredaktion des ORF Steiermark als Nachfolger von Sepp Loibner.
In seiner Freizeit betreibt Prattes, der den Privatpilotenschein besitzt, noch immer den Motorsportflug bei und mit der Militärfliegergruppe Kondor in Zeltweg.

## Schriften
- … und es reimt sich doch. – Sprüche und Geschichten vom Wetterpauli. Steirische Verlagsgesellschaft, 2001, ISBN 3-854-89056-7.